# Bưu điện Ba Lan (Danzig)

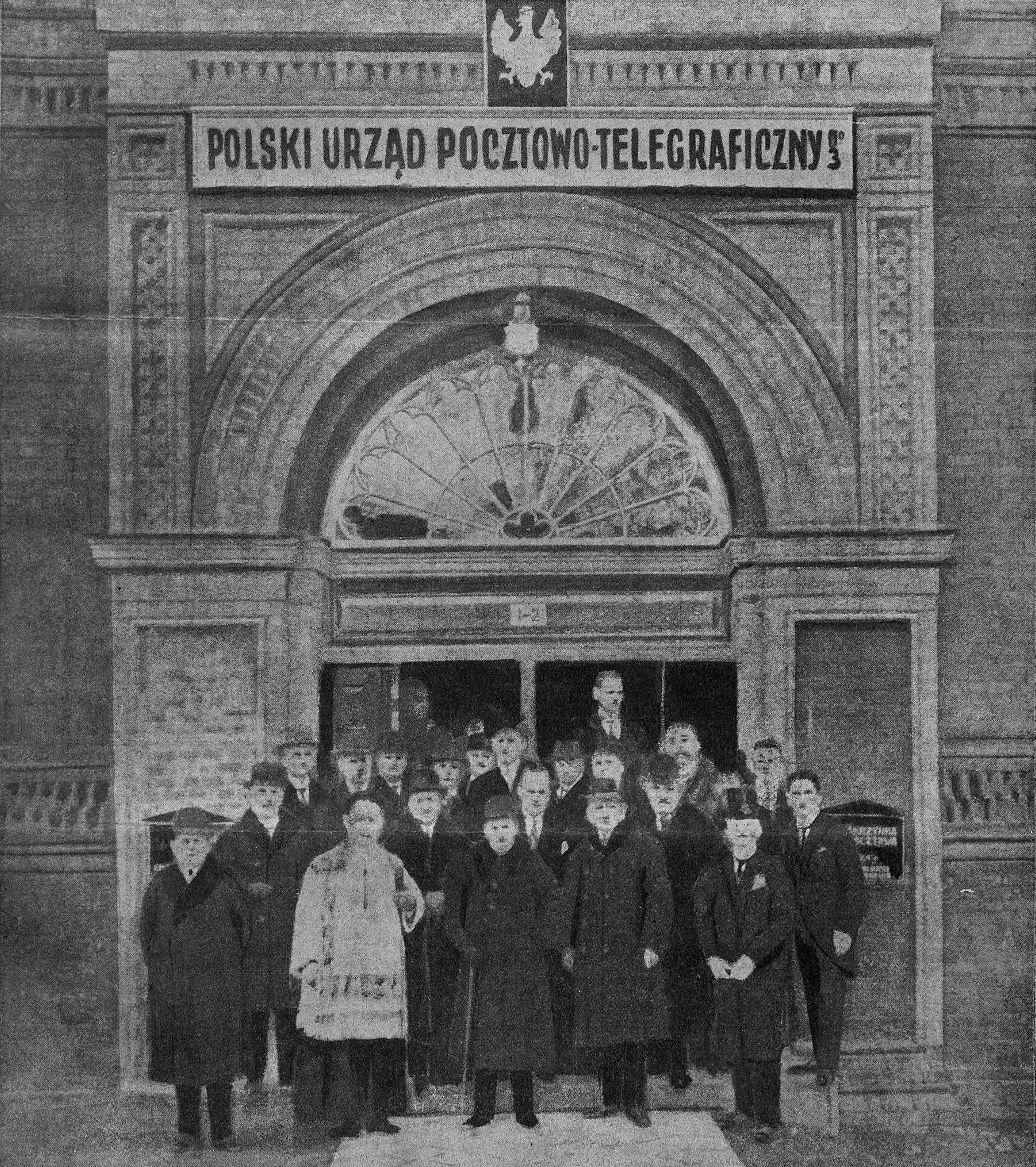
Khai trương Bưu điện Ba Lan "Gdańsk 3" vào năm 1925

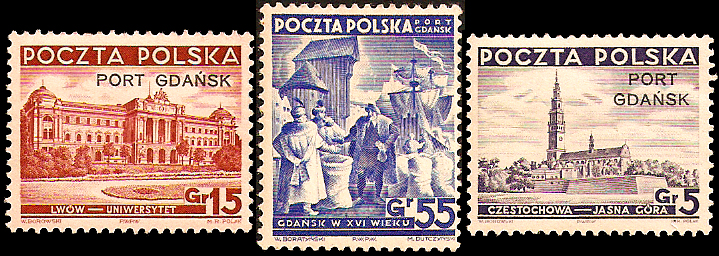
Tem của Dịch vụ Bưu chính Ba Lan tại Thành phố Tự do Danzig

Bưu điện Ba Lan (Poczta Polska) tại Thành phố Tự do Danzig (Gdańsk) được thành lập năm 1920 và hoạt động cho đến khi Đức xâm chiếm Ba Lan đánh dấu sự khởi đầu của Thế chiến II.

## Lịch sử
Bưu điện được thành lập tại Danzig (Gdańsk) theo các điều khoản của Hiệp ước Versailles, và các tòa nhà của nó được coi là tài sản ngoài lãnh thổ của Ba Lan.
Bưu điện Ba Lan tại Danzig bao gồm một số tòa nhà, ban đầu được xây dựng như một bệnh viện quân đội Đức. Năm 1930, tòa nhà "Gdańsk 1" trên Hevelius Platz (quảng trường) ở Danziger Altstadt (Phố cổ) trở thành bưu điện chính của Ba Lan, với đường dây điện thoại trực tiếp đến Ba Lan. Năm 1939, nó đã sử dụng hơn 100 người nhân viên. Một số nhân viên tại Bưu điện Ba Lan thuộc về một tổ chức tự vệ và an ninh, và nhiều người cũng là thành viên của Związek Strzelecki (Hiệp hội Súng trường) Ba Lan. Theo lời khai của Edmund Charaszkiewicz, Bưu điện Ba Lan có từ năm 1935, một thành phần quan trọng của tổ chức Tình báo Ba Lan, "Nhóm Zygmunt". 
Kế hoạch tấn công của Đức, được đưa ra vào tháng 7 năm 1939, quy định rằng những người bảo vệ tòa nhà sẽ bị tấn công từ hai hướng. Một cuộc tấn công nghi binh đã được thực hiện ở lối vào phía trước, trong khi lực lượng chính sẽ phá vỡ bức tường từ Văn phòng làm việc lân cận và tấn công từ bên cạnh.
Vào ngày 1 tháng 9 năm 1939, dân quân Ba Lan đã bảo vệ tòa nhà trong khoảng 15 giờ chống lại các cuộc tấn công của SS Heimwehr Danzig (SS của thành phố Danzig), các đội hình SA địa phương, Ordnungspolizei và các đơn vị đặc biệt của cảnh sát Danzig. Tất cả, trừ bốn trong số những người bảo vệ, trốn thoát khỏi tòa nhà trong khi đầu hàng là những chiến binh bất hợp pháp, đã bị tòa án Đức tuyên án tử hình vào ngày 5 tháng 10 năm 1939 và bị xử tử.
Ở Ba Lan, toàn bộ câu truyện đã trở thành một trong những câu truyện được biết đến nhiều hơn của Chiến dịch tháng 9 của Ba Lan và nó thường được miêu tả như một câu chuyện anh hùng David và Goliath. Theo quan điểm này, đó là một nhóm những người đưa thư chống lại quân SS của Đức đã cố thủ gần như nguyên cả ngày.

## Hiện tại

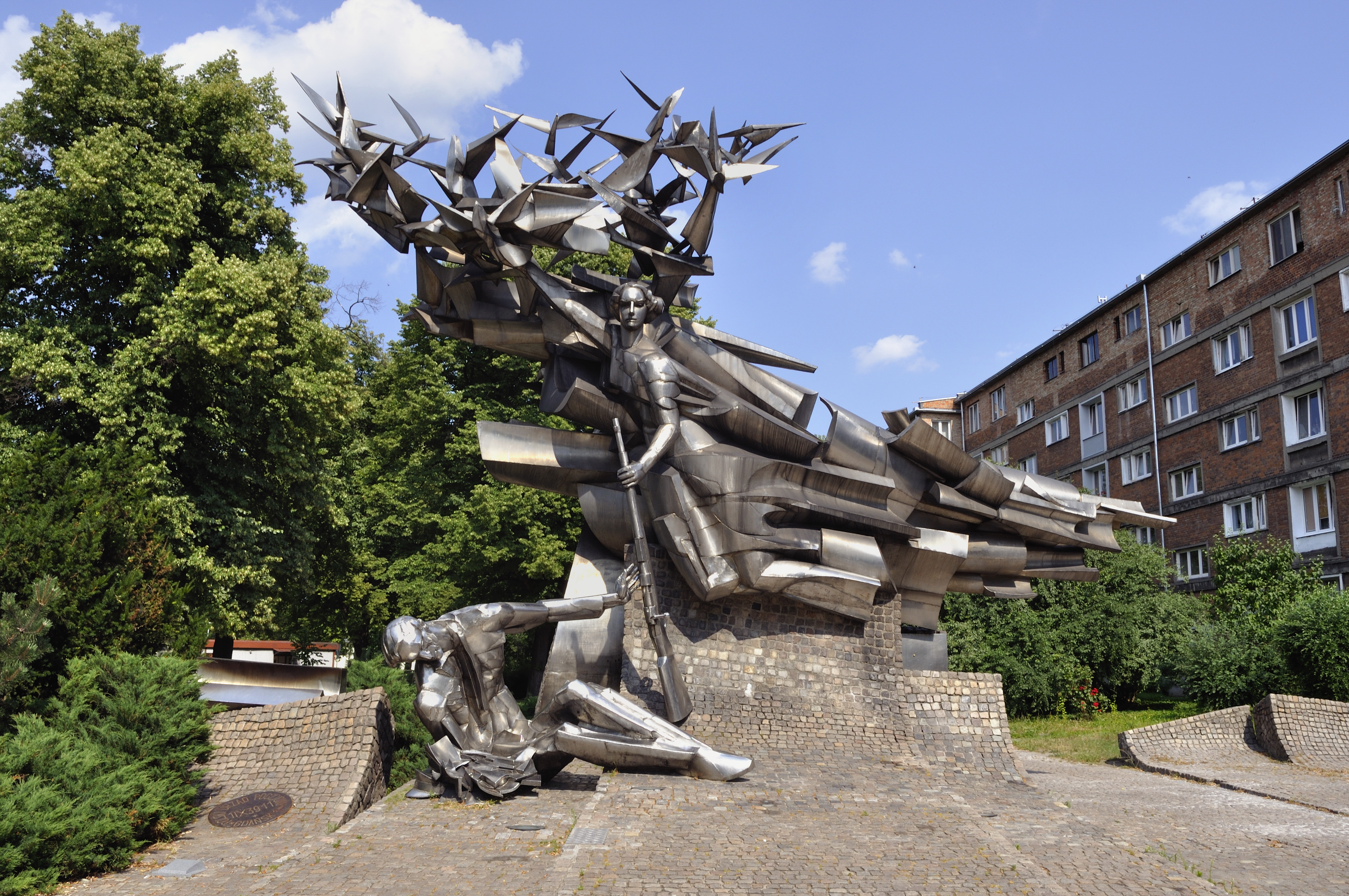
Đài tưởng niệm những người bảo vệ Bưu điện Ba Lan, Gdańsk

Sau Thế chiến II, Danzig được chuyển đến Ba Lan. Hiện tại, tòa nhà là trụ sở của Bưu điện Ba Lan tại Gdańsk và Bảo tàng Bưu điện Ba Lan tại Gdańsk. Trước Bưu điện có Đài tưởng niệm những người bảo vệ Bưu điện Ba Lan ở Gdańsk (khánh thành năm 1979).